# Poltavský rajón
Poltavský rajón (ukrajinsky Полтавський район, Poltavskyj rajon) je okres (rajón) v Poltavské oblasti na Ukrajině. Hlavním městem je Poltava a rajón má 595 912 obyvatel.

## Geografie
Rajón se nachází na východě a jihovýchodě Poltavské oblasti, kde na severu hraničí s Myrhorodským rajónem a Sumskou oblastí, na západě s Kremenčuckým rajónem, na jihu s Dněpropetrovskou oblastí a na východě s Charkovskou oblastí.
Hlavní řekou rajónu je Dněpr.

## Historie
Poltavský rajón vznikl po administrativně-teritoriální reformě v červenci 2020 seskupením bývalých rajónů Poltavského, Dykaňského, Karlivského a části Kobeljackého, Ziňkivského, Mašivského, Novosanžarského, Kotelevského, Rešetilivského a Čutivského.